# Aeroportul Salem
Aeroportul Salem (IATA: SXV, ICAO: VOSM) este un aeroport din Salem, Tamil Nadu, Salem district⁠(d), Tamil Nadu, India ce deservește zona Salem district⁠(d). Aeroportul a fost tranzitat în septembrie 2022 de 17 pasageri.
Situat la o altitudine de 307 m, aeroportul dispune de o singură pistă. Este operat de Airports Authority of India⁠(d).